# Kroppsfett
Kroppsfett är ett samlingsnamn för olika typer av fettvävnad. Såväl överflöd som brist på fett kan vara skadligt för kroppen, och man talar om övervikt respektive undernäring i respektive fall som kan leda till hälsosvikt.

## Mätning av kroppsfett
Hur stor del av en kropps vikt som utgörs av fett, mäts i regel i viktprocent. Det finns olika metoder att mäta andelen kroppsfett. De olika metoderna är olika utförda och ger olika resultat; en skillnad från den verkliga mängden fett på flera procentenheter är vanlig. För att kunna se om man fått resultat av sin bantning eller träning, spelar det dock ingen roll om vald mätmetod skiljer sig från verkligheten med några procentenheter, bara det relativa felet mellan två mätningar är litet.
Helkroppsröntgen, med differential x-ray (differentiell röntgenstrålning), är en teknik som med hjälp av två olika energinivåer på röntgenstrålningen kan bygga en modell över vad som är fett och vad som inte är fett i kroppen.
En bioimpedans-våg mäter mängden kroppsfett med hjälp av högfrekvent ström. För att få så exakta värden som möjligt, är det viktigt att man mäter under så lika förutsättningar som möjligt varje gång, till exempel på morgonen, efter toabesök, före frukost.
Tank-metoden, som är vanligt förekommande, bygger på att man uppskattar benstommens vikt, och sedan sänker ner kroppen i en tank med vatten. Sedan ser man hur stor densitet den har, och kan räkna ut ungefär hur mycket muskler respektive fett kroppen har. Om man felbedömer benstommens vikt blir resultatet missvisande.
I kalipper-metoden mäter man hur tjockt hud- respektive fettlagret är på några olika ställen på kroppen, och beroende på bland annat hur erfaren den som mäter är av denna metod får man varierande resultat. Kalippermetoden skiljer i regel mer än de övriga.

## Normalandel kroppsfett
För kvinnor gäller följande intervall:
- 12–14 % svältgräns
- 14–20 % mycket mager
- 20–30 % normalt
- 30 %– fetma

För män gäller följande intervall:
- 2–4 % svältgräns
- 4–8 % mycket mager
- 8–24 % normalt
- 24 %– fetma

Män ska ha cirka 10 procentenheter mindre fett än kvinnor, eftersom deras kroppar är annorlunda byggda, de har mindre fettvävnad. 
För att ha full hälsa behövs för normala aktiva män minst 4 %.
Det är skadligt att ha för lite kroppsfett. Fett behövs bland annat för att tillverka vissa hormoner i kroppen. Utebliven mens kan till exempel bli följden av för hård bantning.